# Chris Denorfia
Christopher Anthony Denorfia, ameriški bejzbolist, * 15. julij 1980, Bristol, Connecticut, ZDA.
Denorfia je poklicni igralec zunanjega polja in je trenutno prosti igralec (free agent).  

## Ljubiteljska kariera
Denorfia se je na univerzitetno šolanje pripravljal na ustanovi Choate Rosemary Hall in je diplomant univerze Wheaton College v zvezni državi Massachusetts.

## Poklicna kariera
Denorfia je bil izbran v 19. krogu nabora lige MLB leta 2002 s strani ekipe Cincinnati Reds.  Ligo MLB je z ekipo dosegel leta 2005. Nekaj časa z ekipo je prav tako preživel leta 2006, marca leta 2007 pa imel operacijo Tommy John na svojem desnem komolcu po poškodbi vezi med tekmo med svojim prostim časom. 
27. aprila 2007 je bil poslan k ekipi Oakland Athletics v zameno za Marcusa McBetha, Bena Jukicha in neznano vsoto denarja. Celotno sezono 2007 je preživel na seznamu poškodovanih, vendar leta 2008 postal član seznama 25 mož ekipe ob odprtju sezone. Po spomladanskem uigravanju leta 2009 ga je klub poslal na stopnjo Triple-A v Sacramento.
Denorfia je na Svetovni klasiki bejzbola leta 2009 igral za reprezentanco Italije.
16. decembra 2009 je Denorfia sklenil pogodbo z nižjimi podružnicami kluba San Diego Padres in prejel povabilo na spomladansko uigravanje ekipe. Leto 2010 je nato preživel v nižjih podružnicah, a bil 17. maja vpoklican nazaj v ligo MLB. Kot odbijalec s klopi je iste noči odbil udarec v polje za eno bazo.
Decembra 2010 je z ekipo sklenil enoletno pogodbo. Sezono je začel na seznamu 25-ih mož ekipe in igral v 111 tekmah, s čimer je postavil rekord kariere. 5. avgusta je odbil nenavaden domači tek, ki ni zapustil stadiona. Pri njem se je žoga odbila od zemlje pred odbijalčevim prostorom le dober meter od Denorfie in se nato odbila izven dosega igralca tretje baze, nato pa je igralec levega polja storil napako in omogočil Denorfii, da zabeleži tek. Družba za raziskovanje ameriškega bejzbola (SABR) je dogodek preučila in preverila možnost, da je žoga prepotovala najkrajšo razdaljo v zgodovini domačih tekov.
12. decembra 2011 je Denorfia s klubom sklenil drugo zaporedno enoletno pogodbo in je sezono pričel na seznamu 25-ih mož ekipe.

## Zasebno življenje
Denorfia je postal pravi ljubljenec navijačev v San Diegu, kjer spoštujejo njegovo sposobnost ohranjati visoko odbijalsko povprečje in njegovo požrtvovalno igro v zunanjem polju. Pojavi se v videu na spletnem portalu YouTube, ki je parodija pesmi Chrisa Browna "Look at Me Now", ki je naslovljen "Look at Deno", in prikazuje trud pri uspešnem lovljenju žog in odbijalske sposobnosti Denorfie. 